# Valanga sjostedti
Valanga sjostedti är en insektsart som beskrevs av Boris Petrovich Uvarov 1923. Valanga sjostedti ingår i släktet Valanga och familjen gräshoppor. Inga underarter finns listade i Catalogue of Life.